# کای (سگ)
کای کن ((به ژاپنی: 甲斐犬, Kai-ken, Kai-inu)) به سگ ببر یا سگ تورا نیز شهرت دارد، یکی از انواع سگ ژاپنی است.